# 特奥托尼奥-维莱拉
特奥托尼奥-维莱拉是巴西阿拉戈斯州的一个市镇。总面积297.88平方公里，2010年普查人口41,152人。